# جينا رينهارت
جورجينا «جينا» هوب رينهارت (بالإنجليزية: Gina Rinehart)‏ (ولدت في 9 فبراير 1954) سيدة أعمال أسترالية تعمل في مجال الصناعات التعدينية. ورثت جينا شركة هانكوك للتنقيب عن أبيها لانغ هانكوك. وفي العقد الأول من القرن الحادي والعشرين، وسعت جينا من مجالات أعمالها لتشمل المؤسسات الإعلامية، فأصبحت الشريك الأكبر في فيرفاكس ميديا، والشبكات العشر القابضة. خلال عام 2011، أعلنت فوربس أن رينهارت أغنى شخص في أستراليا. وفي مايو 2012، أعلنت مجلة BRW أنها أغنى امرأة في العالم متجاوزة بذلك الأمريكية كريستي والتون.

## روابط خارجية
- جينا رينهارت على موقع الموسوعة البريطانية (الإنجليزية)
- جينا رينهارت على موقع مونزينجر (الألمانية)